# BR-477
De BR-477 is een federale weg in de deelstaat Santa Catarina in het zuiden van Brazilië. De weg is een verbindingsweg tussen Canoinhas en Blumenau.
De weg heeft een lengte van 185 kilometer.

## Aansluitende wegen
- BR-280/SC-280 en SC-477 bij Canoinhas
- BR-116 bij Papanduva
- SC-110 en SC-417 bij Timbó
- BR-470 bij Indaial

## Plaatsen
Langs de route liggen de volgende plaatsen:
- Canoinhas
- Major Vieira
- Papanduva
- Doutor Pedrinho
- Benedito Novo
- Timbó
- Indaial